# Peekskill
Peekskill è una città statunitense della Contea di Westchester, nello stato di New York. Qui sono nati gli attori Stanley Tucci e Mel Gibson. Peekskill è anche la città in cui si trova la fittizia Eastland School, ambientazione per la serie televisiva L'albero delle mele, popolare sitcom degli anni ottanta con protagoniste Charlotte Rae, Lisa Whelchel, Kim Fields, Mindy Cohn e Nancy McKeon.